# Mingzhu Dong

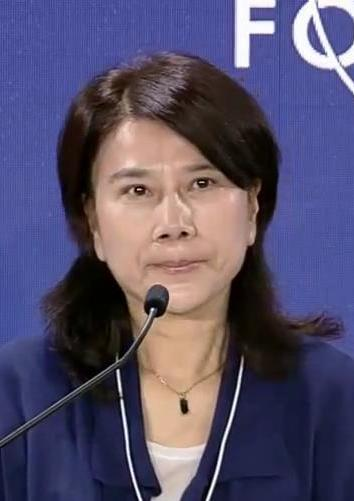
Mingzhu Dong (2014)

Mingzhu Dong (* 1956 chinesisch: 董明珠) ist eine chinesische Unternehmerin. Sie ist Präsidentin von Gree Electric Appliances und laut Forbes auf Platz 44 der Liste der mächtigsten Frauen der Welt.

## Rezeption
Mingzhu Dong ist bekannt für ihre autoritäre Haltung und gilt als Anhängerin von Videoüberwachung im öffentlichen Raum. Deshalb erregte es Interesse in den Medien, als im November 2018 ein System zur Gesichtserkennung, welches eigentlich Menschen identifizieren sollte, die bei Rot eine Ampel überqueren, Dong selbst mit einem Werbefoto von ihr auf einem Bus verwechselte.